# Avon Championships of Seattle 1979
Avon Championships of Seattle 1979  — жіночий тенісний турнір, що проходив на закритих кортах з килимовим покриттям Seattle Center Arena в Сіетлі (США). Належав до Avon Championships Circuit 1979. Відбувсь утретє і тривав з 6 до 11 лютого 1979 року. Перша сіяна Кріс Еверт здобула титул в одиночному розряді й отримала за це 24 тис. доларів США.

## Фінальна частина

### Одиночний розряд
Кріс Еверт —  Рене Річардс 6–1, 3–6, 6–1
- Для Еверт це був 1-й титул в одиночному розряді за сезон і 86-й — за кар'єру.

### Парний розряд
Франсуаза Дюрр /  Бетті Стов —  Сью Баркер /  Енн Кійомура 7–6, 4–6, 6–4

## Розподіл призових грошей
| Дисципліна       | П       | F       | ПФ     | ЧФ     | 1/8    | 1/16 |
| Одиночний розряд | $24,000 | $12,000 | $6,000 | $3,000 | $1,600 | $900 |